# Asterocheres fernandezmilerai
Asterocheres fernandezmilerai is een eenoogkreeftjessoort uit de familie van de Asterocheridae. De wetenschappelijke naam van de soort is voor het eerst geldig gepubliceerd in 2010 door Varela.